# Martin Johnsrud Sundby
Martin Johnsrud Sundby, född 26 september 1984 i Oslo, är en norsk längdåkare. Han representerar Røa IL och har tävlat i världscupen sedan mars 2005. I mars 2021 meddelade han att han avslutar sin karriär, på grund av ryggproblem och för att kunna tillbringa mer tid med familjen.

## Karriär

### Världscupen
2007 var han med och vann världscupstafetten i Beitostølen för det norska andralaget. Han gick tillsammans med Jens Arne Svartedal, Tore Ruud Hofstad och Tor Arne Hetland.
Den 30 november 2008 tog Johnsrud Sundby sin första individuella världscupseger, då han överraskande vann 15 km klassisk stil i finländska Kuusamo, före Lukáš Bauer.
Johnsrud Sundby vann Tour de Ski 2013/2014 före landsmannen Chris Jespersen. Han vann till slut även hela världscupsäsongen 2013/2014 samt distanscupen samma säsong.
Johnsrud Sundby vann minitouren "Nordiska öppningen" i Lillehammer under inledningen av säsongen 2014/2015.

### OS och VM
Han deltog vid vinter-OS 2010 där han slutade på 18:e plats i dubbeljakten och på 33:e plats på 15-kilometersloppet. Han ingick i det norska stafettlaget på 4 x 10 km tillsammans med Odd-Bjørn Hjelmeset, Lars Berger och Petter Northug. Laget slutade på andra plats bakom Sverige. 
I vinter-OS 2014 vann han brons i 30 km skiathlon. I spurten om tredjeplatsen skar Johnsrud Sundby in i ryssen Maksim Vylegzjanins spår, och Vylegzjanin var rasande efteråt. Enligt norska TV2 lade Ryssland också in en protest som avslogs. Johnsrud Sundby fick en skriftlig varning, men ryska landslagschefen Jelena Välbe sa efter loppet att värdnationen kommer att ta saken vidare.
Vid olympiska vinterspelen 2018 tog Johnsrud Sundby ett individuellt silver i skiathlon och ett lagguld i långa stafetten.

### Doping 2016
Sundby blev i juli 2016 avstängd i två månader för överträdelse av WADAs antidopingreglement vid två tillfällen: i Davos 13 december 2014 och i Toblach 8 januari 2015.
På grund av detta fråntogs Sundby segern i Davos den 13 december 2014 och pallplatsen i Toblach 8 januari 2015 samt efterföljande placeringar i Tour de Ski. Detta resulterade i att Sundby blev av med totalsegern i Tour de Ski 2015 och världscupen 2014/2015.

## Världscupsegrar
| Datum            | Plats         | Land    | Disciplin                 |
| ---------------- | ------------- | ------- | ------------------------- |
| 30 november 2008 | Kuusamo       | Finland | 15 km individuell K       |
| 24 november 2012 | Gällivare     | Sverige | 15 km individuell F       |
| 1 december 2013  | Kuusamo       | Finland | Nordiska öppningen (tour) |
| 5 januari 2014   | Val di Fiemme | Italien | Tour de Ski 2013/2014     |
| 2 mars 2014      | Lahtis        | Finland | 15 km individuell F       |
| 16 mars 2014     | Falun         | Sverige | Världscupfinalen (tour)   |
| 7 december 2014  | Lillehammer   | Norge   | Nordiska öppningen (tour) |
| 29 november 2015 | Kuusamo       | Finland | Nordiska öppningen (tour) |
| 5 december 2015  | Lillehammer   | Norge   | Skiathlon 30 km           |
| 12 december 2015 | Davos         | Schweiz | 30 km individuell F       |
| 20 december 2015 | Toblach       | Italien | 15 km individuell K       |
| 10 januari 2016  | Val di Fiemme | Italien | Tour de Ski 2016          |
| 6 februari 2016  | Oslo          | Norge   | 50 km masstart K          |
| 21 februari 2016 | Lahtis        | Finland | Skiathlon 30 km           |
| 12 mars 2016     | Canmore       | Kanada  | Tour de Canada 2016       |
| 4 december 2016  | Lillehammer   | Norge   | Nordiska öppningen (tour) |
| 10 december 2016 | Davos         | Schweiz | 30 km individuell F       |
| 19 februari 2017 | Otepää        | Estland | 15 km individuell K       |
| 11 mars 2017     | Oslo          | Norge   | 50 km masstart K          |